# Чувручей
Чувручей — ручей в России, протекает по территории Кончезерского сельского и Кондопожского городского поселений Кондопожского района Республики Карелии. Длина ручья — 13 км.

## Общие сведения
Ручей берёт начало из Хавчозера на высоте 68 м над уровнем моря.
Ручей в общей сложности имеет четыре малых притока суммарной длиной 12 км.
Устье ручья находится в 20 км по левому берегу реки Суны.
Возле истока Чувручья располагается посёлок Берёзовка.
Код объекта в государственном водном реестре — 01040100212202000015359.